# 김학철 (1970년)
김학철(1970년 5월 5일 ~ )은 대한민국의 전 축구 선수이며, 포지션은 수비수였다.